# SMS S 140
S 140, następnie T 140 – niemiecki niszczyciel z okresu I wojny światowej. Trzecia jednostka typu S 138. Okręt wyposażony w cztery kotły parowe opalane węglem.
Zbudowany w stoczni Schichaua w Elblągu. Stępkę pod jego budowę położono w 1906 roku, a wodowano go 22 grudnia 1906 roku. Budowę ukończono 3 sierpnia 1907 roku i wszedł w skład Kaiserliche Marine.
Służył podczas I wojny światowej. 24 września 1917 roku został przemianowany na T 140. Po wojnie pozostał na krótko pod banderą Reichsmarine, lecz 22 marca 1921 roku został skreślony z listy floty i sprzedany na złom 8 czerwca 1921 roku.